# إيغور ليشوك
إيغور ليشوك (الروسية: Лещук, Игорь Алексеевич) (20 فبراير 1996 بموسكو في روسيا - ) هو لاعب كرة قدم روسي في مركز حراسة المرمى.

## وصلات خارجية
- إيغور ليشوك على موقع قاعدة بيانات كرة القدم.إي يو (الإنجليزية)
- إيغور ليشوك على موقع Soccerway.com (الإنجليزية)
- إيغور ليشوك على موقع عالم كرة القدم.نت (الإنجليزية)